# 博氏千孔珊瑚
博氏千孔珊瑚(学名:Millepora boschmai)是一种极危的火珊瑚。它们是巴拿马的特有种。该物种首次被De Weerdt和Glynn于1991年的巴拿马的奇里基湾发现并描述。该物种自1990年代早期以来就没有活体被发现，可能已经绝灭。但于印尼存有一种与其相似的物种，可能为同种物种。